# Liv Bredal
Liv Helen Bredal, född 14 februari 1919 i Stavanger, död 25 november 2011 i Bærum, var en norsk skådespelare.
Bredal gjorde endast två filmroller. Hon debuterade 1941 Alfred Maurstads Hansen og Hansen, där hon spelade huvudrollen som fröken Nord. År 1942 gjorde hon en biroll i Maurstads Herre med mustasch.

## Filmografi
- 1941 – Hansen og Hansen
- 1942 – Herre med mustasch